# Эффект Шпольского
Эффект Шпольского — явление возникновения тонкой квазилинейчатой структуры электронных спектров многоатомных молекул (впоследствии — квазилинейчатые спектры) при низких температурах, обнаруженное в 1952 году в результате экспериментов, проводимых коллективом кафедры теоретической физики Московского педагогического государственного университета под руководством Эдуарда Шпольского. Эти эксперименты позволили вывести спектроскопию на принципиально новый уровень и фактически положило начало целому научному направлению — люминесцентной спектроскопии сложных органических соединений.
В обычных условиях спектры сложных органических соединений представляют собой сплошные широкие полосы, извлечь информацию о строении молекул и их составе из таких спектров трудно или невозможно. Эффект Шпольского, позволяющий регистрировать спектры, состоящие из узких линий, даёт возможность изучать эти важные объекты.
Сам эффект заключается в том, что исследуемые молекулы, внедряясь в кристаллическую решетку соответствующим образом подобранной матрицы, при низкой температуре находятся в состоянии, к которому применима модель «ориентированного газа». В этом состоянии молекулы лишены возможности свободно вращаться, находятся на больших расстояниях друг от друга, не могут взаимодействовать между собой, а из-за нейтральности растворителя — и с молекулами последнего. Все это снимает сильные взаимодействия, вызывавшие размывание спектра, И благодаря этому молекула обнаруживает свои электронные и колебательные состояния